# Bezirk Asch

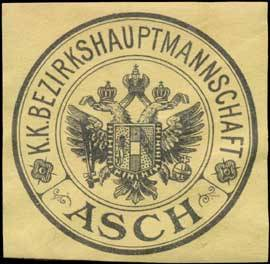
Siegelmarke C.K. Okresní hejtmanství v Aši / Bezirkshauptmannschaft Asch

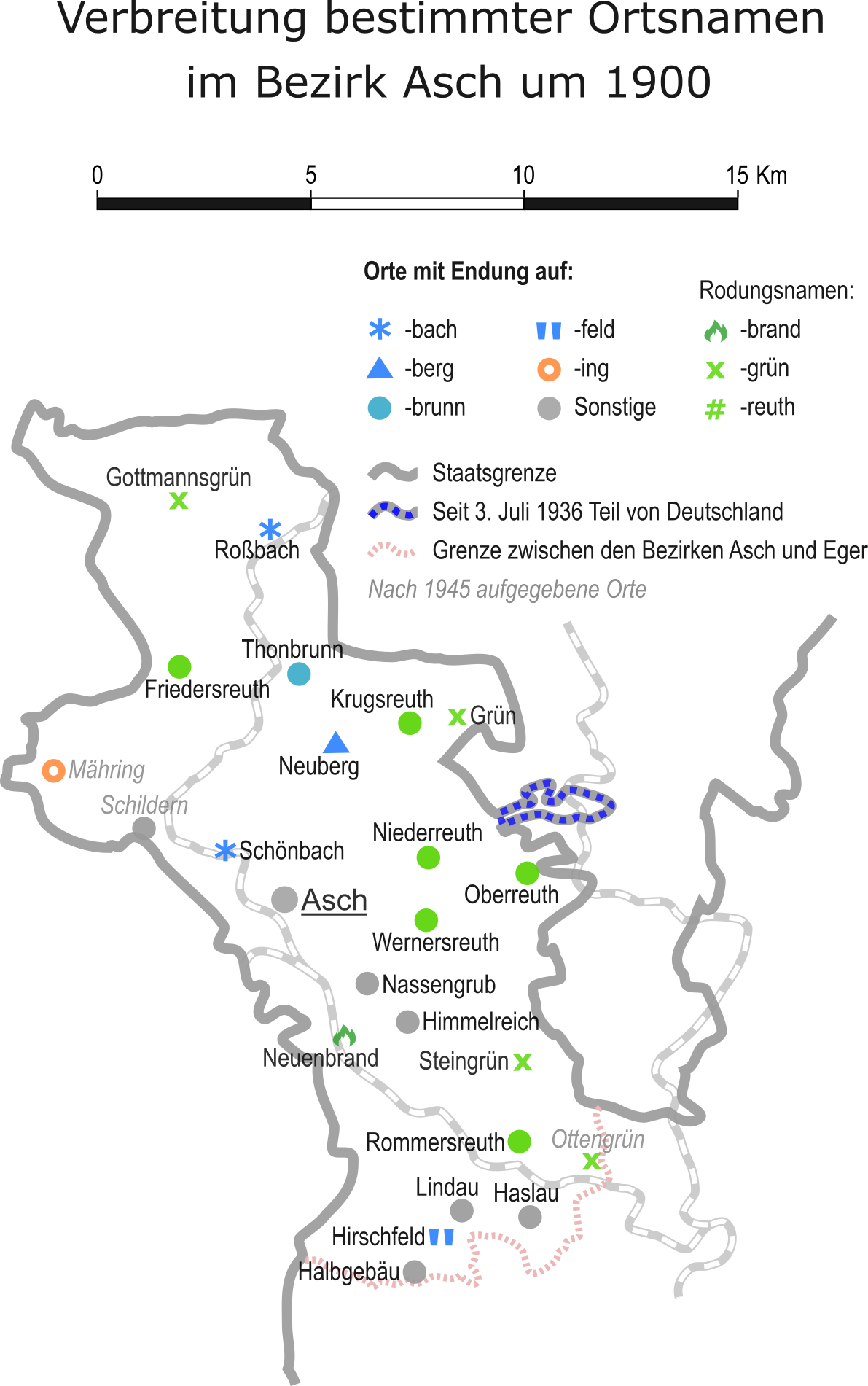
Die Ortsnamen im Bezirk Asch

Der Bezirk Asch (tschechisch politický okres Aš) war ein Politischer Bezirk im Königreich Böhmen. Die Bezirkshauptmannschaft (tschechisch Okresní hejtmanství v Aši) saß in Asch. Der Bezirk umfasste das Ascher Ländchen im Nordwesten Böhmens im Okres Cheb. Das Gebiet war nach dem Ersten Weltkrieg der Tschechoslowakei zugeschlagen worden und ist seit 1993 Teil Tschechiens.

## Geschichte
Die modernen, politischen Bezirke der Habsburgermonarchie wurden 1868 im Zuge der Trennung der politischen von der judikativen Verwaltung geschaffen.
Der Bezirk Asch wurde 1868 aus dem Gerichtsbezirk Asch (tschechisch soudní okres Aš) gebildet.
Im Bezirk lebten 1869 27.911 Personen, wobei der Bezirk ein Gebiet von 2,5 Quadratmeilen und acht Gemeinden umfasste.
1900 beherbergte der Bezirk 39.206 Menschen, die auf einer Fläche von 141,83 km² bzw. in 17 Gemeinden lebten.
Der Bezirk Asch umfasste 1910 eine Fläche von 141,83 km² und beherbergte eine Bevölkerung von 44.895 Personen. Davon hatten 41.287 die österreichische Staatsbürgerschaft. Von den österreichischen Staatsbürgern gaben 41.282 Deutsch und 5 Tschechisch als Umgangssprache an. Die übrigen Personen waren Staatsfremde. Zum Bezirk gehörte ein Gerichtsbezirk mit insgesamt 19 Gemeinden bzw. 23 Katastralgemeinden.
Das Gebiet gehörte seit 1918 zur neu gegründeten Tschechoslowakei. 1938 erfolgte im Zuge der Eingliederung in das Deutsche Reich im Zuge des Münchner Abkommens die Umbenennung in Landkreis Asch. Nach Ende des Zweiten Weltkriegs wurde das Gebiet 1945 wieder der Tschechoslowakei übertragen und ist seit 1993 ein Teil Tschechiens.

## Gemeinden
Der Bezirk umfasste 1910 die 21 Gemeinden Asch (Aš), Friedersreuth (Pastviny), Gottmannsgrün, Grün (Doubrava), Haslau (Hazlov), Himmelreich (Nebesa), Hirschfeld (Polná), Lindau (Lindava), Mähring (Újezd u Krásné), Nassengrub (Mokřiny), Neuberg (Podhradí) Neuenbrand (Nový Žďár), Niederreuth (Dolní Paseky), Oberreuth, Rommersreuth, Roßbach (Hranice), Schildern, Schönbach (Krásná), Steingrün (Výhledy), Thonbrunn (Studánka) und Wernersreuth (Vernéřov).